# Groot-Heist Anders
Groot-Heist Anders (G-HA) was een Belgische lokale politieke partij in Heist-op-den-Berg.

## Geschiedenis
De partij werd opgericht in het najaar van 2006 als sp.a-scheurlijst door Marcel Van Hoof, ook voormalig sp.a-gemeenteraadslid Dirk Geukens en Inge Gerlo sloten kort daarop aan. Geukens werd de lijsttrekker voor de stembusgang van 2006. Midden in de campagne diende de partij een klacht in tegen onbekenden, nadat er zonder hun medeweten in naam van de partij een advertentie in het plaatselijk reclameblad opdook. G-HA kon evenwel niet overtuigen bij de verkiezingen. Ze behaalde 2,53% van de stemmen, onvoldoende voor een zetel in de Heistse gemeenteraad.
In september 2010 maakte Vlaams Belang-gemeenteraadslid Benny Van Dessel zijn overstap naar de partij wereldkundig en in november 2011 werd bekend dat G-HA zich aansloot bij Rood!. Dirk Geukens werd wederom als kopman naar voor geschoven. In augustus 2012 bleek de afstand met de beweging rond Erik De Bruyn evenwel vergroot en besloot de partij zich opnieuw onder de naam G-HA aan de kiezer te presenteren. Bij de gemeenteraadsverkiezingen van 2012 was acteur Ivo Pauwels lijsttrekker. Deze stembusgang overtuigde G-HA 3,16% van de kiezers, wat wederom geen verkozene opleverde.
Voor de stembusgang van 2018 vormde de partij een kartel met ETA, de alliantie trok naar de verkiezingen onder de naam ETA+. Een maand later maakte Ivo Pauwels zijn overstap naar N-VA bekend. ETA+ overtuigde die verkiezingen 8,01% van de kiezers, goed voor twee verkozenen. Voor ETA werd Jan Baestaens (opnieuw) verkozen, voor 'Groot-Heist Anders' werd Marcel Van Hoof in de gemeenteraad gestemd. Kort daarop - in maart 2019 - verliet Dirk Van den Broeck ETA+. In augustus 2024 maakte ook Van Hoof bekend deze tweemansfractie te verlaten. Bij de stembusgang van 2024 kandideerde hij als onafhankelijke op de Lijst voor Heist.